# フォルラーヌ
フォルラーヌ（フランス語：forlane）またはフルラーナ（イタリア語：furlana）は、イタリアのフリウーリで生まれた、速いリズムの伝統的なダンス。17世紀末にアンドレ・カンプラがフランスに持ち込み、宮廷舞踏となった。
ヨハン・ゼバスティアン・バッハの管弦楽組曲第1番や、モーリス・ラヴェルのピアノ組曲『クープランの墓』にフォルラーヌは使われているが、どちらかというと悲しげで、テンポもモデラートである。他にはエルネスト・ショーソンの『いくつかの舞曲』第4曲にも使われ、こちらは活気があり、3対6のクロスリズムが特徴である。